# Чесноково (Крым)
Чесноко́во (до 1948 года Ташки́ Тата́рские, Ташке́ Тата́рский; укр. Чеснокове, крымскотат. Tatar Taşke, Татар Ташке) — исчезнувшее село в Сакском районе Республики Крым (согласно административно-территориальному делению Украины — Автономной Республики Крым), располагавшееся в центре района, в степной зоне Крыма. Находилось рядом со старым проезжим трактом из Гёзлева в Перекоп (сейчас автодорога 35К-015 Евпатория — Раздольное) примерно в 1 км северо-западнее современного села Великое.

### Динамика численности населения
| - 1806 год — 173 чел. - 1864 год — 22 чел. - 1889 год — 56 чел. - 1892 год — 31 чел. | - 1900 год — 43 чел. - 1915 год — 122/21 чел. - 1926 год — 210 чел. - 1939 год — 135 чел. |

## История
Первое документальное упоминание села встречается в Камеральном Описании Крыма… 1784 года, судя по которому, в последний период Крымского ханства Ташке входил в Козловский кадылык Козловского каймаканства.
После присоединения Крыма к России (8) 19 апреля 1783 года, (8) 19 февраля 1784 года, именным указом Екатерины II сенату, на территории бывшего Крымского Ханства была образована Таврическая область и деревня была приписана к Евпаторийскому уезду. После Павловских реформ, с 1796 по 1802 год, входила в Акмечетский уезд Новороссийской губернии. По новому административному делению, после создания 8 (20) октября 1802 года Таврической губернии, Ташки был включён в состав Кудайгульской волости Евпаторийского уезда.
По Ведомости о волостях и селениях, в Евпаторийском уезде с показанием числа дворов и душ… от 19 апреля 1806 года в деревне Ташке числилось 22 двора, 155 крымских татар, 17 крымских цыган и 1 ясыр. На военно-топографической карте генерал-майора Мухина 1817 года деревня Тошке обозначена с 20 дворами. После реформы волостного деления 1829 года Ташке, согласно «Ведомости о казённых волостях Таврической губернии 1829 года» остался в составе Кудайгульской волости. На карте 1836 года в деревне 16 дворов Затем, видимо, вследствие эмиграции крымских татар в Турцию, деревня заметно опустела и на карте 1842 года Тошке обозначено условным знаком «малая деревня», то есть, менее 5 дворов.
В 1860-х годах, после земской реформы Александра II, деревню приписали к Чотайской волости. В «Списке населённых мест Таврической губернии по сведениям 1864 года», составленном по результатам VIII ревизии 1864 года, Ташке — владельческая татарская деревня, с 4 дворами, 22 жителями и мечетью при балке Ташкое. По обследованиям профессора А. Н. Козловского 1867 года, вода в колодцах деревни была «хорошая, пресная», а их глубина достигала 20—25 саженей (42—53 м). На трехверстовойкарте Шуберта 1865—1876 года в деревне Ташке обозначено 7 дворов. В «Памятной книге Таврической губернии 1889 года», по результатам Х ревизии 1887 года, в деревне Ташке числилось 10 дворов и 56 жителей. Согласно «…Памятной книжке Таврической губернии на 1892 год», в деревне Ташке, входившей в Аджи-Тарханский участок, был 31 житель в 6 домохозяйствах.
Земская реформа 1890-х годов в Евпаторийском уезде прошла после 1892 года, в результате Ташки отнесли к Донузлавской волости. По «…Памятной книжке Таврической губернии на 1900 год» в деревне Ташке числилось 43 жителя в 7 домохозяйствах.По Статистическому справочнику Таврической губернии. Ч.II-я. Статистический очерк, выпуск пятый Евпаторийский уезд, 1915 год, в селе Ташке (Авлы-Бавбека) Донузлавской волости Евпаторийского уезда числился 21 двор с татарскими жителями в количестве 122 человек приписного населения и 21 — «постороннего», из которых 89 мужчин и 54 женщины. Жители землёй не владели, в хозяйствах имелось 45 лошадей, 64 волов, 23 коров и 320 голов мелкого скота.
После установления в Крыму Советской власти, по постановлению Крымревкома от 8 января 1921 года № 206 «Об изменении административных границ» была упразднена волостная система и село вошло в состав Евпаторийского района Евпаторийского уезда, а в 1922 году уезды получили название округов. 11 октября 1923 года, согласно постановлению ВЦИК, в административное деление Крымской АССР были внесены изменения, в результате которых округа были отменены и произошло укрупнение районов — территорию округа включили в Евпаторийский район. Согласно Списку населённых пунктов Крымской АССР по Всесоюзной переписи 17 декабря 1926 года, в селе Ташке, Болек-Аджинского сельсовета Евпаторийского района, числилось 43 двора, из них 42 крестьянских, население составляло 210 человек, из них 105 русских и 105 татар, действовала татарская школа. По данным всесоюзной переписи населения 1939 года в селе проживало 135 человек.
В 1944 году, после освобождени Крыма от фашистов, согласно Постановлению ГКО № 5859 от 11 мая 1944 года, 18 мая крымские татары были депортированы в Среднюю Азию. 12 августа 1944 года было принято постановление № ГОКО-6372с «О переселении колхозников в районы Крыма» и в сентябре 1944 года в район приехали первые новосёлы (150 семей) из Киевской и Каменец-Подольской областей, а в начале 1950-х годов последовала вторая волна переселенцев из различных областей Украины. С 25 июня 1946 года Ташки татарские в составе Крымской области РСФСР. Указом Президиума Верховного Совета РСФСР от 18 мая 1948 года Ташки татарские были переименованы в Чесноково. 26 апреля 1954 года Крымская область была передана из состава РСФСР в состав УССР. Время включения в состав Ромашкского сельсовета пока не установлено: на 15 июня 1960 года село уже числилось в его составе. 11 января 1965 года, указом Президиума ВС УССР «О внесении изменений в административное районирование УССР — по Крымской области», Евпаторийский район был упразднён и село включили в состав Сакского (по другим данным — 11 февраля 1963 года). Ликвидировано к 1968 году, как село Ромашкинского сельсовета.